# Троицкое (Петропавловский район)
Тро́ицкое (укр. Троїцьке) — село,
Троицкий сельский совет,
Петропавловский район,
Днепропетровская область,
Украина.
Код КОАТУУ — 1223885901. Население по переписи 2001 года составляло 1619 человек.
Является административным центром Троицкого сельского совета, в который не входят другие населённые пункты.

## Географическое положение
Село Троицкое находится на левом берегу реки Бык,
выше по течению на расстоянии в 4 км расположено село Водолажское (Межевский район),
ниже по течению на расстоянии в 2,5 км расположен пгт Петропавловка.
Река в этом месте извилистая, образует лиманы, старицы и заболоченные озёра.
Рядом проходят автомобильная дорога М-04 (E 50) и
железная дорога, станция Брагиновка в 3-х км.

## История
- 1775 год — первое упоминание о селе Троицкое.

## Экономика
- ООО «Гарант Агро 4».
- ФГ «Олимп»
- СФГ «Хлибороб»

## Объекты социальной сферы
- Школа.
- Амбулатория.
- Фельдшерско-акушерский пункт.
- Дом культуры.
- Троицкий Храм УПЦ.